# Odd Børre
Pour les articles homonymes, voir Børre.
Odd Børre Sørensen, dit Odd Børre, né le 9 août 1939 à Harstad et mort le 28 janvier 2023, est un chanteur norvégien.
Il est notamment connu pour avoir représenté la Norvège au Concours Eurovision de la chanson 1968 à Londres, où il a terminé 14e à égalité sur 17 avec la chanson Stress.